# Paint My Love - Greatest Hits
Paint My Love - Greatest Hits è il primo album di raccolta del gruppo musicale danese Michael Learns to Rock, pubblicato il 1º ottobre 1996.

## Tracce
1. Paint My Love – 3:48
2. Sleeping Child – 3:33
3. That's Why (You Go Away) – 4:10
4. The Actor – 4:35
5. Wild Women – 3:53
6. Love Will Never Lie – 3:34
7. I Still Carry On – 4:36
8. Complicated Heart – 4:24
9. Breaking My Heart – 4:03
10. Someday – 3:52
11. Out of the Blue – 3:58
12. 25 Minutes – 4:20
13. Breaking the Rules – 4:22
14. How Many Hours – 4:43
15. Crazy Dream – 4:00
16. Paint My Love (traccia bonus e versione acustica) – 3:48
17. Breaking My Heart (traccia bonus e versione alternative) – 3:54